# Adetus pictoides
Adetus pictoides là một loài bọ cánh cứng trong họ Cerambycidae.